# Gmünd (stacja kolejowa)
Gmünd (niem: Bahnhof Gmünd) – stacja kolejowa w Gmünd, w kraju związkowym Dolna Austria, w Austrii. Jest to stacja węzłowa na Franz-Josefs-Bahn. Jest to również dawne przejście graniczne z Republiką Czeską.

## Linie kolejowe
- Linia Franz-Josefs-Bahn
- Linia Waldviertler Schmalspurbahnen
- Linia České Budějovice – Gmünd